# Capreolinae
Capreolinae (лат.) — подсемейство млекопитающих семейства оленевых. У представителей   подсемейства пястные кости первого и пятого пальцев рудиментарны, чем они отличаются от оленей подсемейства Cervinae, у которых  пястные кости крайних пальцев кисти/стопы развиты нормально.
Считается, что подсемейство появилось в верхнем миоцене, между 7,7 и 11,5 млн лет назад в Центральной Азии.

## Классификация
Приведённый ниже список основан на работах таких учёных как: Randi, Mucci, Claro-Hergueta, Bonnet и Douzery (2001); Pitraa, Fickela, Meijaard, Groves (2004); Ludt, Schroeder, Rottmann и Kuehn (2004); Hernandez-Fernandez и Vrba (2005); Groves (2006); Ruiz-Garcia M., Randi E., Martinez-Aguero M. и Alvarez D. (2007); Duarte J. M. B., Gonzalez S. и Maldonado J. E. (2008)
- Триба Capreolini
  - Род Alces
    - Евразийский лось (A. alces)
    - Американский лось (A. americanus, некоторые учёные относят его к тому же виду, что и евразийского лося A. alces)

  - Род Capreolus
    - Европейская косуля (C. capreolus, водится только в Евразии)
    - Сибирская косуля (C. pygargus, водится только в Евразии)
- Триба Rangiferini (северные олени)
  - Род Rangifer
    - Карибу/евразийский северный олень (R. tarandus)

  - Род Hippocamelus
    - Перуанский олень (H. antisensis)
    - Южноандский олень (H. bisulcus)

  - Род Mazama
    - Серый мазама (M. gouazoubira)
    - Северовенесуэльский мазама (M. cita, некоторые учёные считают его подвидом серого мазамы M. gouazoubira)
    - Эквадорский мазама (M. murelia, некоторые учёные считают его подвидом серого мазамы M. gouazoubira)
    - Мазама острова Сан-Хосе (M. permira, некоторые учёные считают его подвидом серого мазамы M. gouazoubira)
    - Колумбийский мазама (M. sanctaemartae, некоторые учёные считают его подвидом серого мазамы M. gouazoubira)
    - Бразильский мазама (M. superciliaris, некоторые учёные считают его подвидом серого мазамы M. gouazoubira)
    - Перуанский мазама (M. tschudii, некоторые учёные считают его подвидом серого мазамы M. gouazoubira)
    - Родон (M. rondoni, некоторые учёные считают его подвидом серого мазамы M. gouazoubira)
    - Амазонский бурый мазама (M. nemorivaga)
    - Центральноамериканский мазама[англ.] (M. temama)
    - Юкатанский бурый мазама[англ.] (M. pandora)
    - Бороро или малый рыжий мазама[англ.] (M. bororo)
    - Карликовый мазама[англ.] (M. chunyi)
    - Мазама-пигмей (M. nana)
    - Меридский мазама[англ.] (M. bricenii). Назван так потому, что водится в Колумбии и Венесуэле, в том числе в штате Мерида[источник не указан 2828 дней]
    - Рыжий мазама (M. rufina)
    - Американский большой мазама (M. americana) (Считается, что этот вид ближе, чем остальные мазамы, к роду Odocoileus)[3]
    - Эквадорский большой мазама (Mazama gualea, некоторые учёные считают его подвидом большого мазамы M. americana)
    - Бразильский большой мазама (M. jucunda, некоторые учёные считают его подвидом большого мазамы M. americana)
    - Тринидадский большой мазама (M. trinitatis, некоторые учёные считают его подвидом большого мазамы M. americana)
    - Южный большой мазама (Mazama whitelyi, некоторые учёные считают его подвидом большого мазамы M. americana)
    - Перуанский большой мазама (Mazama zamora, некоторые учёные считают его подвидом большого мазамы M. americana)
    - Колумбийский большой мазама (Mazama zetta, некоторые учёные считают его подвидом большого мазамы M. americana)

  - Род Blastocerus
    - Болотный олень (B. dichotomus)

  - Род Ozotoceros
    - Пампасный олень (O. bezoarticus)

  - Род Pudu
    - Северный пуду (P. mephistophiles)
    - Южный пуду (P. pudu)

  - Род Odocoileus
    - Белохвостый олень (O. virginianus)
    - Чернохвостый олень (O. hemionus)